# Zlatni lav
Zlatni lav (tal. Leone d'Oro) glavna je nagrada venecijanskog filmskog festivala. Pod tim nazivom dodjeljuje se od 1954. godine.

## Nagrađeni filmovi
| Godina | Film                                                                      | Redatelj              |
| ------ | ------------------------------------------------------------------------- | --------------------- |
| 2017.  | Oblik vode                                                                | Guillermo del Toro    |
| 2016.  | Žena koja je otišla                                                       | Lav Diaz              |
| 2015.  | Desde allá                                                                | Lorenzo Vigas         |
| 2014.  | En duva satt på en gren och funderade på tillvaron                        | Roy Andersson         |
| 2013.  | Sacro GRA                                                                 | Gianfranco Rosi       |
| 2012.  | Pietà                                                                     | Ki-duk Kim            |
| 2011.  | Faust                                                                     | Aleksandr Sokurov     |
| 2010.  | Negdje                                                                    | Sofia Coppola         |
| 2009.  | Libanon                                                                   | Samuel Maoz           |
| 2008.  | Hrvač                                                                     | Darren Aronofsky      |
| 2007.  | Lust, Caution                                                             | Ang Lee               |
| 2006.  | Sanxia Haoren                                                             | Jia Zhang-Ke          |
| 2005.  | Planina Brokeback (Brokeback Mountain)                                    | Ang Lee               |
| 2004.  | Vera Drake                                                                | Mike Leigh            |
| 2003.  | Vozvraščenije (Povratak)                                                  | Andrej Zvjagincev     |
| 2002.  | Sestre Marije Magdalene (The Magdalene Sisters)                           | Peter Mullan          |
| 2001.  | Monsunska vjenčanja (Monsoon Wedding)                                     | Mira Nair             |
| 2000.  | Krug (Dayereh)                                                            | Jafar Panahi          |
| 1999.  | Yi ge dou bu neng shao (Ni jedan manje)                                   | Zhang Yimou           |
| 1998.  | Così ridevano (Kako smo se smijali)                                       | Gianni Amelio         |
| 1997.  | Hana-bi (Vatromet)                                                        | Takeshi Kitano        |
| 1996.  | Michael Collins                                                           | Neil Jordan           |
| 1995.  | Xich lo (Cyclo)                                                           | Anh Hung Tran         |
| 1994.  | Aiqing wansui (Vive L'Amour)                                              | Tsai Ming-liang       |
| 1994.  | Pred dozhdot (Prije kiše)                                                 | Milčo Mančevski       |
| 1993.  | Kratki rezovi (Short Cuts)                                                | Robert Altman         |
| 1993.  | Trois Couleurs: Bleu (Tri boje:plavo)                                     | Krzysztof Kieslowski  |
| 1992.  | Qiu Ju da guan si (Priča o Qiu Ju)                                        | Zhang Yimou           |
| 1991.  | Urga                                                                      | Nikita Mihalkov       |
| 1990.  | Rozencrantz i Guildenstern su mrtvi (Rosencrantz & Guildenstern Are Dead) | Tom Stoppard          |
| 1989.  | Beiqing chengshi (Grad tuge)                                              | Hou Hsiao-Hsien       |
| 1988.  | La Leggenda del santo bevitore (Legenda o svetom pilcu)                   | Ermanno Olmi          |
| 1987.  | Au revoir les enfants                                                     | Louis Malle           |
| 1986.  | Le Rayon vert (Zelena zraka)                                              | Eric Rohmer           |
| 1985.  | Sans toit ni loi (Lutalica)                                               | Agnès Varda           |
| 1984.  | Rok spokojnego slonca (Godina tihog sunca)                                | Krzysztof Zanussi     |
| 1983.  | Prénom Carmen (Ime: Carmen)                                               | Jean-Luc Godard       |
| 1982.  | Stand der Dinge, Der (Stanje stvari)                                      | Wim Wenders           |
| 1981.  | Bleierne Zeit, Die (Olovno vrijeme)                                       | Margarethe von Trotta |

## Vanjske poveznice
|  | Zajednički poslužitelj ima još gradiva o temi Zlatni lav |

- Mostra Internazionale d’Arte Cinematografica, službeno mrežno mjesto (tal.)(engl.)